# Algèbre de Jordan
En algèbre générale, une algèbre de Jordan est une algèbre sur un corps commutatif, dans laquelle l'opération de multiplication interne, {\displaystyle (x,y)\rightarrow (x\cdot y)} a deux propriétés :
- elle est commutative, c’est-à-dire que {\displaystyle x\cdot y=y\cdot x,}
- elle vérifie l'identité suivante, dite identité de Jordan : {\displaystyle (x\cdot y)\cdot (x\cdot x)=x\cdot (y\cdot (x\cdot x))}.

Une algèbre de Jordan n'est donc pas associative en général ; elle vérifie toutefois une propriété d’associativité faible, car elle est à puissances associatives et satisfait d’office à une généralisation de l'identité de Jordan : en notant  simplement  {\displaystyle x^{m}} le produit de m termes {\displaystyle x\cdot x\cdot \cdots \cdot x}, on a, pour tous les entiers positifs m et n, 
Ce type de structure a été introduit dans un cas particulier par Pascual Jordan en 1933, afin de mieux décrire les propriétés algébriques utiles en mécanique quantique. Jordan désignait cette structure simplement par l'expression « système de r-nombres ». Le nom de « algèbre de Jordan » fut proposé en 1946 par A. Adrian Albert, qui initia l'étude systématique des algèbres de Jordan générales.
Les algèbres de Jordan et leurs généralisations interviennent maintenant dans de nombreux domaines des mathématiques : groupes et algèbres de Lie, géométrie différentielle, géométrie projective, physique mathématique, génétique mathématique, optimisation, etc.

## Un exemple clé
L’espace vectoriel des matrices n×n à coefficients dans le corps ℝ des nombres réels devient avec le produit usuel des matrices une algèbre associative ; mais cette algèbre n’est pas commutative en général. En revanche, on peut munir cet espace vectoriel d’un autre produit interne, qui en fait une algèbre de Jordan.
Pour M et N deux matrices, notons simplement MN leur produit usuel. On définit alors le nouveau produit, noté {\displaystyle M\cdot N}, et souvent appelé « produit de Jordan » de la manière suivante :
Autrement dit, il s’agit de remplacer le produit usuel des matrices par une version symétrisée. Cette loi n’est pas associative en général ; en revanche elle vérifie les deux propriétés souhaitées pour obtenir une algèbre de Jordan. La commutativité du produit, {\displaystyle M\cdot N=N\cdot M}, est immédiate sur la définition même. L’identité de Jordan se vérifie par un calcul direct, en utilisant l’associativité du produit usuel ; ce calcul est détaillé dans la boîte déroulante ci-dessous.
L’espace vectoriel des matrices n×n à coefficients dans le corps des nombres réels {\displaystyle \mathbb {R} }, muni du produit de Jordan, est donc une algèbre de Jordan.

## Origine des algèbres de Jordan
La même construction vaut pour les matrices hermitiennes, le point de départ du travail de Jordan en 1933.
Jordan n’était en effet pas satisfait de la mathématisation de la mécanique quantique alors en usage. Il souhaitait mieux formaliser la structure des observables en mécanique quantique.
Dans la mécanique quantique d’Heisenberg à l’élaboration de laquelle Jordan avait d’ailleurs participé, les observables sont représentées par des matrices hermitiennes (autrement dit, auto-adjointes). Mais des opérations qui semblent naturelles du point de vue algébrique ne le sont pas toujours du point de vue physique : le carré x2 d’une observable, la multiplication d’une observable par un nombre réel, la somme x + y de deux observables x et y sont encore observables ; mais le produit xy ne l’est pas en général, puisque le produit de deux matrices hermitiennes n’est hermitien que si les matrices commutent. En revanche, une expression comme 1/2(xy + yx) est encore observable, car elle est égale à une somme d’observables 1/2[(x + y)2 – x2 – y2].
Jordan prouva qu’en définissant un « quasi-produit » x.y de x et y par x.y = 1/2(xy + yx) (nous parlons maintenant de « produit de Jordan »), ce produit est une loi commutative, qui n’est pas associative, mais vérifie ce que Jordan décrit comme une forme faible d’associativité, l’identité de Jordan. Cette nouvelle structure lui paraissait apte à rendre compte directement des propriétés algébriques de la situation physique. Pour Jordan, qui promouvait un positivisme radical, les mathématiques devaient fournir un cadre unifié pour représenter des phénomènes physiques, mais sans prétendre en révéler un fondement caché ; c’est ce qu’il espérait obtenir avec une structure mathématique calquée sur les observables.
Un an plus tard, avec von Neumann et Wigner, Jordan étudie toutes les algèbres de dimension finie sur le corps des réels, à produit commutatif et vérifiant l’identité (x.y).x2 = x.(y.x2), et en établissent une classification sous une hypothèse supplémentaire (les algèbres considérées sont formellement réelles, une propriété qui leur semble importante pour les applications physiques). Cette étude leur apparaît comme un « point de départ pour une généralisation de la mécanique quantique », généralisation nécessaire pour espérer « appliquer la mécanique quantique aux questions des phénomènes relativistes et nucléaires ». Ce projet vers une théorie unitaire satisfaisante se heurte au résultat même de la classification, car celle-ci montre que les nouvelles structures espérées n’existent pas. Diverses généralisations sont alors explorées dans les décennies suivantes ; les algèbres de Jordan (ainsi baptisées depuis le travail important d'A. Adrian Albert en 1946) et leurs développements apparaissent alors dans de nombreux contextes mathématiques.

## Algèbres de Jordan spéciales et exceptionnelles
Les constructions expliquées ci-dessus pour les algèbres de matrices se généralisent immédiatement aux algèbres associatives générales.
À partir d'une algèbre associative A (sur un corps qui n'est pas de caractéristique 2), on peut construire une algèbre de Jordan A+ qui conserve la même structure d'espace vectoriel sous-jacente. Il faut remarquer d'abord qu'une algèbre associative peut être elle-même une algèbre de Jordan ; c’est le cas si et seulement si elle est commutative. Si A n’est pas commutative, on peut définir sur A une nouvelle multiplication qui est commutative, et vérifie l’identité de Jordan ; l’espace vectoriel A, muni d’une (nouvelle) structure d’algèbre avec cette multiplication, est une algèbre de Jordan, A+. La nouvelle multiplication {\displaystyle x\cdot y} est donnée à partir de la multiplication de départ par le « produit de Jordan » :
On appelle les algèbres de Jordan obtenues de cette manière, ainsi que leurs sous-algèbres, des algèbres de Jordan spéciales. Toutes les autres algèbres de Jordan sont appelées algèbres de Jordan exceptionnelles.
Un cas intéressant est celui des algèbres de Jordan hermitiennes. Si l’algèbre associative de départ A est munie d’une involution *, le sous-espace de A formé des éléments fixés par l’involution est fermé pour le produit de Jordan, autrement dit, le produit de Jordan de deux éléments fixés par l’involution est encore fixé par l’involution. En effet, si {\displaystyle x=x^{*}} et {\displaystyle y=y^{*}}, on a :
{\displaystyle (x\cdot y+y\cdot x)^{*}=(x\cdot y)^{*}+(y\cdot x)^{*}=(y^{*}\cdot x^{*})+(x^{*}\cdot y^{*})=(y\cdot x)+(x\cdot y)=(x\cdot y+y\cdot x)}.
Donc ce sous-espace est une sous-algèbre de Jordan de A+, c’est une algèbre de Jordan spéciale, qu’on note H(A, *) ; la lettre H rappelle hermitien. Par exemple, si A est une algèbre de matrices à coefficients réels ou complexes, l’opération qui associe à une matrice son adjointe) est une involution et les éléments fixés sont les éléments hermitiens (ou encore « auto-adjoints »). Les matrices hermitiennes (avec le produit de Jordan) forment donc une algèbre de Jordan spéciale. On rappelle qu’au contraire, ce sous-espace des éléments hermitiens n’est pas fermé en général pour le produit ordinaire.
Selon le théorème de Shirshov-Cohn, toute algèbre de Jordan à deux générateurs est spéciale. Le théorème de MacDonald dit que tout polynôme à 3 variables, de degré 1 par rapport à une des variables, et qui s'annule sur toute algèbre de Jordan spéciale, s'annule sur toute algèbre de Jordan.
Certaines identités dites spéciales sont satisfaites par les algèbres de Jordan spéciales mais pas dans les algèbres de Jordan exceptionnelles. Autrement dit, il existe des polynômes de Jordan qui s'annulent quand on les évalue dans une algèbre spéciale mais pas dans l'algèbre d'Albert. L'identité de Glennie est un tel polynôme.

## Classification des algèbres de Jordan formellement réelles
Une algèbre A sur le corps des nombres réels est dite formellement réelle si une somme de n carrés d'éléments de A s'annule si et seulement si chaque élément/chaque carré s'annule, soit
Lorsque Pascual Jordan introduisit en 1932 ses systèmes de r-nombres (premiers exemples d'algèbres de Jordan) pour axiomatiser la mécanique quantique, il les avait munis de cette propriété. Les algèbres de Jordan formellement réelles et de dimension finie ont été classées dès 1934, par Jordan, von Neumann et Wigner.
L'ensemble des matrices autoadjointes réelles, complexes, ou quaternioniques, muni du produit de Jordan,
forme une algèbre de Jordan spéciale formellement réelle. L'ensemble des matrices hermitiennes {\displaystyle 3\times 3} sur l'algèbre des octonions, muni du produit de Jordan, est une algèbre de Jordan formellement réelle exceptionnelle de dimension 27 sur le corps des nombres réels. Son groupe d'automorphismes est le groupe de Lie exceptionnel F4.
Un idéal I dans une algèbre de Jordan A est un sous-espace de A tel que, pour tout élément a de A et tout élément i de I, {\displaystyle a\circ i} est dans I (la définition est cohérente avec celle d'un idéal dans un anneau). Une algèbre de Jordan est dite simple si ses seuls idéaux sont {0} et l'algèbre elle-même.
Les algèbres de Jordan formellement réelles et de dimension finie peuvent se décomposer en une somme directe d'algèbres (formellement réelles et de dimension finie) simples. De plus, ces dernières sont de 5 types seulement, quatre familles infinies et un type exceptionnel :
- l'algèbre de Jordan des matrices réelles n×n auto-adjointes (c'est-à-dire symétriques), munies du produit de Jordan ;
- l'algèbre de Jordan des matrices complexes n×n auto-adjointes (c'est-à-dire hermitiennes), munies du produit de Jordan ;
- l'algèbre de Jordan des matrices quaternioniques n×n auto-adjointes, munies du produit de Jordan ;
- l'algèbre de Jordan engendrée par Rn, le produit étant défini par une forme bilinéaire symétrique {\displaystyle \langle ~,~\rangle }, associée à une forme quadratique définie positive Q. Autrement dit, {\displaystyle x\circ y=\langle x,y\rangle }. Ces algèbres de Jordan sont dites de type Clifford ;
- l'algèbre de Jordan des matrices octonioniques auto-adjointes 3×3, munies du produit de Jordan.

Les quatre premiers types sont des algèbres spéciales, c'est-à-dire qu'elles proviennent (en modifiant la définition du produit) d'algèbres associatives usuelles, en l'occurrence les algèbres de matrices réelles, complexes, quaternioniques autoadjointes, ou une algèbre de Clifford, associée à la forme Q, respectivement. Le dernier type est exceptionnel.

## Généralisations

### Dimension infinie
En 1979, Efim Zelmanov a réussi à classifier les algèbres de Jordan simples de dimension infinie. Elles sont ou bien de type hermitien (provenant par changement de produit d'algèbres associatives à involution), ou bien de type Clifford (provenant d'algèbres de Clifford), ou bien ce sont des algèbres d'Albert. En particulier les seules algèbres de Jordan simples exceptionnelles sont des algèbres d'Albert de dimension 27.

## Utilisation en optimisation
Les algèbres de Jordan sont utilisées pour donner un cadre général aux algorithmes de points intérieurs en optimisation conique. Par exemple, en optimisation SDP, les conditions de complémentarité s'écrivent {\displaystyle xy=0}, où {\displaystyle x} et {\displaystyle y} sont des matrices symétriques semi-définies positives et {\displaystyle xy} est leur produit matriciel. Le produit de Jordan est utilisé pour symétriser ces conditions de complémentarité.